# إلبيردغ توماس جيري
إلبيردغ توماس جيري (بالإنجليزية: Elbridge Thomas Gerry) هو عالم اجتماع ومحامي أمريكي، ولد في 25 ديسمبر 1837 في شارلستون في الولايات المتحدة، وتوفي في 18 فبراير 1927 في نيويورك في الولايات المتحدة.